# Brachyopa testacea
Brachyopa testacea là một loài ruồi trong họ Ruồi giả ong (Syrphidae). Loài này được Fallén mô tả khoa học đầu tiên năm 1817. Brachyopa testacea phân bố ở vùng Cổ Bắc giới